# Spoorlijn Solingen - Remscheid
De spoorlijn Solingen - Remscheid is een Duitse spoorlijn tussen Solingen en Remscheid. De lijn is als spoorlijn 2675 onder beheer van DB Netze.

## Geschiedenis
Het traject werd door de Bergisch-Märkische Eisenbahn-Gesellschaft (BME) in fases geopend: 
- Solingen-Ohligs - Solingen-Weyersberg: 25 september 1867
- aansluiting Weyersberg - Solingen Süd: 12 februari 1890
- Solingen Süd - Remscheid: 15 juli 1897

In 1912 werd het gedeelte tussen de aansluiting Weyersberg en Solingen-Weyersberg gesloten.

## Treindiensten
Op het traject rijdt de S-Bahn Rhein-Ruhr de volgende routes:
| Serie | Treinsoort    | Route                                        | Bijzonderheden |
| ----- | ------------- | -------------------------------------------- | -------------- |
| S 7   | S-Bahn (VIAS) | Wuppertal Hbf – Remscheid Hbf – Solingen Hbf |                |

## Aansluitingen
In de volgende plaatsen is of was er een aansluiting op de volgende spoorlijnen:
Solingen-Ohligs
DB 2671, spoorlijn tussen Hilden en Solingen
DB 2730, spoorlijn tussen Gruiten en Köln-Mülheim
Solingen Hauptbahnhof
DB 2734, spoorlijn tussen Solingen en Wuppertal-Vohwinkel
Remscheid Hauptbahnhof
DB 2705, spoorlijn tussen Remscheid-Lennep en Remscheid-Hasten
DB 2706, spoorlijn tussen Remscheid Hauptbahnhof en Remscheid-Bliedinghausen